# NGC 1287
NGC 1287 is een spiraalvormig sterrenstelsel in het sterrenbeeld Eridanus. Het hemelobject werd op 20 september 1784 ontdekt door de Duits-Britse astronoom William Herschel.

## Synoniemen
- PGC 12310
- KUG 0316-029